# Godfrey Igwebuike Onah
Godfrey Igwebuike Onah (Imilike Ani, 18 agosto 1956) è un vescovo cattolico nigeriano, dal 4 luglio 2013 vescovo di Nsukka.

## Biografia
Godfrey Igwebuike Onah è nato il 18 agosto 1956 nel villaggio di Imilike Ani, Stato federato e diocesi di Enugu (oggi nella diocesi di Nsukka), nella parte centro-meridionale dell'allora colonia britannica della Nigeria (oggi Repubblica Federale della Nigeria).

### Formazione e ministero sacerdotale
Dopo aver ricevuto la formazione primaria e quella secondaria, ottenendo il diploma, ha deciso di seguire la vocazione al sacerdozio e nel 1977 si è iscritto al Bigard Memorial Major Seminary (oggi St. Joseph Seminary): nei sette anni seguenti ha studiato prima filosofia alla sede di Ikot Ekpene ed in seguito teologia presso quella di Enugu. Al termine del percorso di formazione, ha ricevuto l'ordinazione sacerdotale il 28 luglio 1984, nella cattedrale dello Spirito Santo ad Enugu, per imposizione delle mani di Michael Ugwu Eneja, vescovo di Enugu; si è incardinato, ventisettenne, come presbitero della medesima diocesi.
Poco dopo l'ordinazione gli è stato affidato il primo incarico pastorale come vicario parrocchiale della parrocchia di St. Mary, con giurisdizione sui territori di Opanda e Nimbo, fino a quando nel 1987 è stato nominato docente al seminario Seat of Wisdom ad Owerri. Nel 1988 si è trasferito a Roma, in Italia, per studiare presso la Pontificia università urbaniana e qui ha conseguito prima la licenza e poi il dottorato in filosofia quattro anni dopo. Intanto il 19 novembre 1990, con la bolla Catholicum nomen, papa Giovanni Paolo II ha eretto la diocesi di Nsukka scorporandone il territorio da quella di Enugu; lo stesso giorno si è incardinato, trentaquattrenne, come presbitero della nuova diocesi.
Terminati gli studi, dal 1992 è divenuto professore all'Urbaniana e poi in altre università italiane; nel 1993 ha ripreso l'attività pastorale nella capitale italiana, divenendo collaboratore pastorale nella parrocchia di San Pio X. L'anno successivo si è trasferito nella sede suburbicaria di Albano, dove è stato prima amministratore nelle parrocchie di Sant'Antonio di Padova e Santa Palomba nel 1993, poi direttore del Centro per l'apostolato missionario nel 1997 ed infine cappellano del Movimento ecclesiale di impegni culturale (MEIC) dal 2000 al 2005.
In seguito ha ripreso anche il lavoro accademico, divenendo direttore dell'Istituto per la ricerca su non-fede e cultura presso la Facoltà di filosofia della Pontificia università urbaniana dal 2001 al 2007 e prefetto degli studi del Pontificio Collegio Urbano dal 2003 al 2009. Ha preso parte come perito alla XI assemblea generale ordinaria del Sinodo dei vescovi, svoltasi nella Città del Vaticano dal 2 al 23 ottobre 2005, con tema L'Eucaristia: fonte e culmine della vita e della missione della Chiesa e alla XII assemblea generale ordinaria, avvenuta dal 5 al 26 ottobre 2008, con tema La Parola di Dio nella vita e nella missione della Chiesa. Nel 2008 è divenuto anche vicerettore della Pontificia università urbaniana, svolgendo tale ufficio fino alla promozione all'episcopato.
Il 23 settembre 2009 papa Benedetto XVI lo ha chiamato a prendere parte come esperto alla II assemblea speciale per l'Africa del Sinodo dei vescovi, svoltasi dal 4 al 25 ottobre successivi, con tema La Chiesa in Africa a servizio della riconciliazione, della giustizia e della pace. "Voi siete il sale della terra ... Voi siete la luce del mondo" (Mt 5, 13.14). Il 22 dicembre seguente lo stesso pontefice lo ha nominato consultore della segreteria generale del Sinodo dei vescovi.
Il 22 settembre 2012 il papa lo ha nuovamente nominato esperto per partecipare alla XIII assemblea generale ordinaria del Sinodo dei vescovi, dal 7 al 28 ottobre, con tema La nuova evangelizzazione per la trasmissione della fede cristiana.

### Ministero episcopale
Il 13 aprile 2013 papa Francesco lo ha nominato, cinquantaseienne, vescovo di Nsukka; è succeduto al settantaseienne Francis Emmanuel Ogbonna Okobo, contestualmente dimissionario per raggiunti limiti d'età dopo ventidue anni di governo pastorale. Ha ricevuto la consacrazione episcopale il 4 luglio successivo, nella cattedrale di Santa Teresa a Nsukka, per imposizione delle mani del cardinale John Olorunfemi Onaiyekan, arcivescovo metropolita di Abuja, assistito dai co-consacranti Valerian Maduka Okeke, arcivescovo metropolita di Onitsha, e monsignor Ogbonna Okobo, vescovo emerito; ha preso possesso della diocesi durante la stessa cerimonia. Come suo motto episcopale ha scelto Volumus Iesum videre, che tradotto vuol dire "Vogliamo vedere Gesù" (Gv 12, 21).
Il 26 aprile 2018 si è recato in Vaticano, assieme agli altri membri dell'episcopato nigeriano, per la visita ad limina apostolorum, allo scopo di discutere con il pontefice della situazione e dei problemi relativi alla sua diocesi. Lo stesso anno la Conferenza dei vescovi cattolici della Nigeria lo ha eletto per partecipare alla XV assemblea generale ordinaria del Sinodo dei vescovi, dal 3 al 28 ottobre successivi, con tema I giovani, la fede e il discernimento vocazionale; il 15 settembre il papa lo aveva nominato anche membro della Commissione per le controversie nella medesima assemblea.

## Genealogia episcopale
La genealogia episcopale è:
- Cardinale Scipione Rebiba
- Cardinale Giulio Antonio Santori
- Cardinale Girolamo Bernerio, O.P.
- Arcivescovo Galeazzo Sanvitale
- Cardinale Ludovico Ludovisi
- Cardinale Luigi Caetani
- Cardinale Ulderico Carpegna
- Cardinale Paluzzo Paluzzi Altieri degli Albertoni
- Papa Benedetto XIII
- Papa Benedetto XIV
- Papa Clemente XIII
- Cardinale Enrico Benedetto Stuart
- Papa Leone XII
- Cardinale Chiarissimo Falconieri Mellini
- Cardinale Camillo Di Pietro
- Cardinale Mieczysław Halka Ledóchowski
- Cardinale Jan Maurycy Paweł Puzyna de Kosielsko
- Arcivescovo Józef Bilczewski
- Arcivescovo Bolesław Twardowski
- Arcivescovo Eugeniusz Baziak
- Papa Giovanni Paolo II
- Cardinale John Olorunfemi Onaiyekan
- Vescovo Godfrey Igwebuike Onah